# Chùa Hang (Trà Vinh)
Chùa Kompông Chrây (có nghĩa là "bến cây đa") , còn có tên là Kompongnikroth (tên chính của chùa là Kompông Chrây, vì hồi xưa phía trước cổng chùa có một bến đò ở dưới gốc cây đa). Sau này, người dân thấy cổng phụ được thiết kế như một cái hang nên người ta mới gọi là "Chùa Hang."  Ngôi chùa thuộc hệ phái Phật giáo Nam tông Khmer; tọa lạc tại khóm 4, thị trấn Châu Thành, huyện Châu Thành, tỉnh Trà Vinh, Việt Nam.

## Vị trí, lịch sử
Từ chợ Trà Vinh, theo đường Điện Biên Phủ khoảng 6 cây số, qua cống ngăn mặn Tầm Phương là đến chùa Kompông Chrây. Chùa tọa lạc trong khuôn viên có diện tích hơn 6 ha, trong đó khoảng một nửa diện tích là vườn cây cổ thụ (đa phần là sao, dầu).
Chùa được thành lập năm 1637 và đã trải qua 22 đời sư trụ trì. Năm 1968 trong sự kiện Tết Mậu Thân, chùa bị bom đạn tàn phá nặng nề. Năm 1977, sư Thạch Suông (nay là sư trụ trì đời thứ 23) trở về, và vận động phục dựng lại chùa. Từ đó đến nay, qua nhiều lần trùng tu, ngôi chùa trở nên khang trang và bề thế.

## Kiến trúc

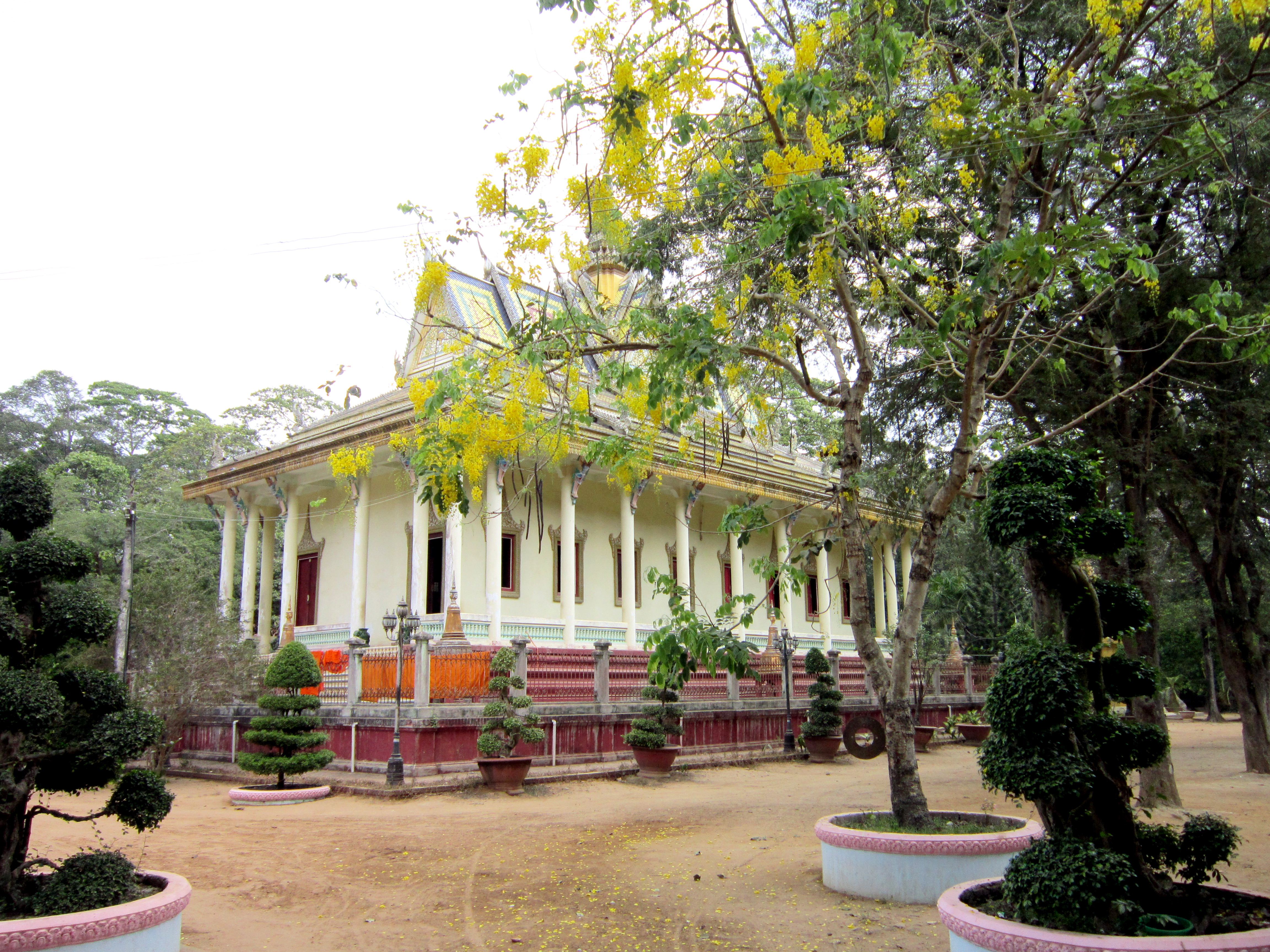
Chính điện chùa

Cổng chính Kompông Chrây hướng ra phía bờ sông. Hai bên cổng chính hai tượng chằn Yak to bằng người thật. Cổng phụ nằm ven tỉnh lộ 36, xây dựng vòm cuốn, tường rất dày, dài 12 m, có hình dạng giống như cái hang, nên người ta quen gọi là chùa Hang.
Chánh điện chùa tọa lạc trên nền cao 3 m, có nhiều bậc cấp dẫn lên, được trang trí lộng lẫy với nhiều hoa văn, họa tiết. Mái của chính điện được cấu tạo gồm nhiều lớp chồng lên nhau làm nên khoảng không gian cao vút, đỉnh nhọn như một chóp tháp. Ở các đầu cột đều có tượng vũ nữ Kẽn naarr dang đôi tay chống đỡ mái. Bên trong chánh điện là hai hàng cột cao lớn uy nghi. Giữa chánh điện là bàn thờ. Tượng Phật Thích Ca to lớn đặt trên cao, phía dưới là những tượng Phật Thích Ca nhỏ hơn trong nhiều tư thế khác nhau. 

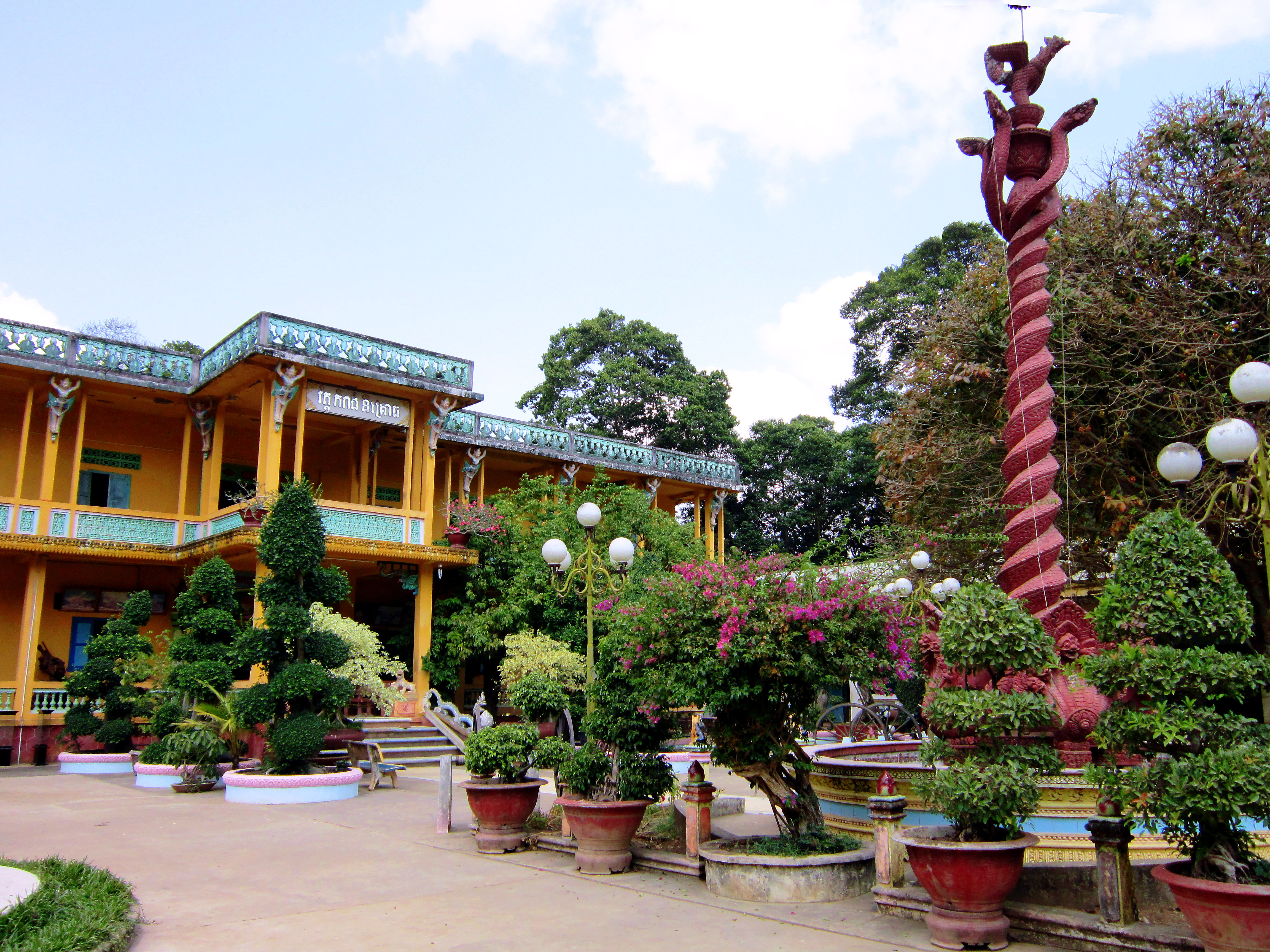
Nhà trưng bày tác phẩm điêu khắc gỗ (trái) và cột cờ (phải)

Cột cờ trước chánh điện chùa có cấu trúc tượng hình rắn thần Nara 7 đầu tượng trưng cho 7 ngày 7 đêm chuyên tâm bảo vệ Phật Thích Ca ngồi tu luyện .
Trước kia, trong khuôn viên chùa có rất nhiều dơi. Tết Mậu Thân (1968), bom đạn đã làm chùa hư hại nặng, khiến đàn dơi bay mất. Ngày nay, có nhiều loại chim đến trú ẩn ở nơi ấy, trong đó nhiều nhất là cò .
Cũng giống như bao ngôi chùa thuộc hệ phái Phật giáo Nam tông Khmer khác, chùa Kompông Chrây có vai trò rất quan trọng trong đời sống tinh thần của người dân Khmer ở đây. Bởi chùa không chỉ là nơi tu hành của các vị sư, mà còn là nơi giáo dục đạo đức cho các thanh niên Khmer và bảo tồn truyền thống văn hóa nghệ thuật của dân tộc.

## Xưởng điêu khắc gỗ
Điều đặc biệt nhất ở chùa Kompông Chrây là trong chùa có hẳn một xưởng thủ công điêu khắc gỗ. Theo lời sư cả Thạch Suông, vì trong chiến tranh, nhiều cây cổ thụ trong vườn chùa đã bị tàn phá, và hiện còn để lại trong lòng đất nhiều bộ gốc rễ nguyên vẹn với nhiều hình thù kỳ thú. Sư cả nghĩ rằng nếu được các bàn tay tài hoa của các nghệ nhân khắc gỗ điểm xuyết, chắc chắn nó sẽ trở thành những tác phẩm nghệ thuật quý giá. Từ ý nghĩ đó, sư cả đã tìm cách mời anh Thạch Buôl (một nghệ nhân điêu khắc gỗ nổi tiếng, quê ở Vĩnh Long) về chùa mở lớp dạy nghề cho các sư sãi và các thanh niên có năng khiếu. Từ đó cho đến nay, chùa đã đào tạo trên 20 học viên lành nghề. Những tác phẩm điêu khắc ở chùa rất đa dạng và phong phú như tượng Phật, tượng cầm thú, v.v... rất được du khách trong và ngoài nước tán thưởng.

## Ảnh

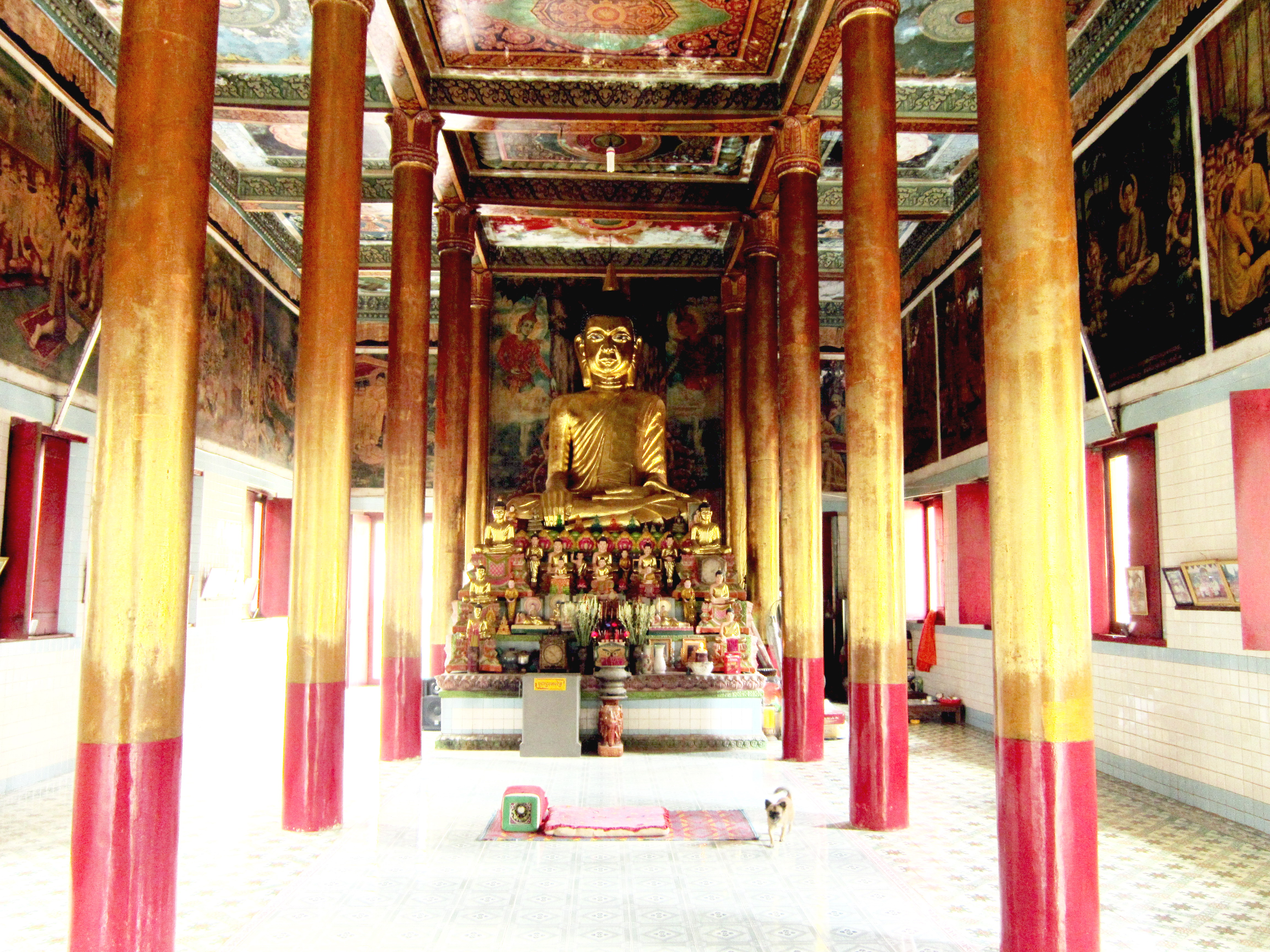
Các tượng Phật Thích Ca trong chính điện.
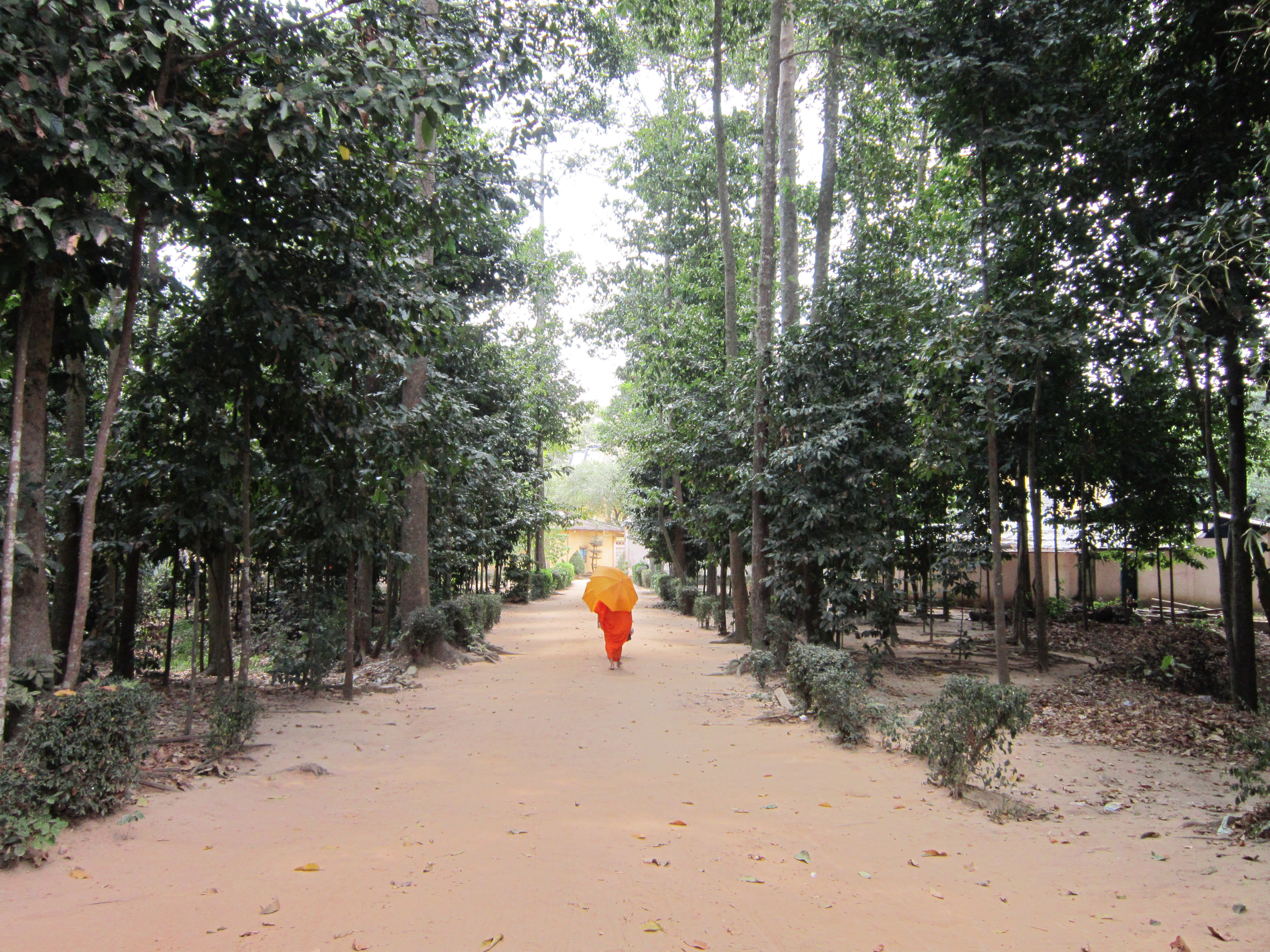
Sư về chùa Hang.
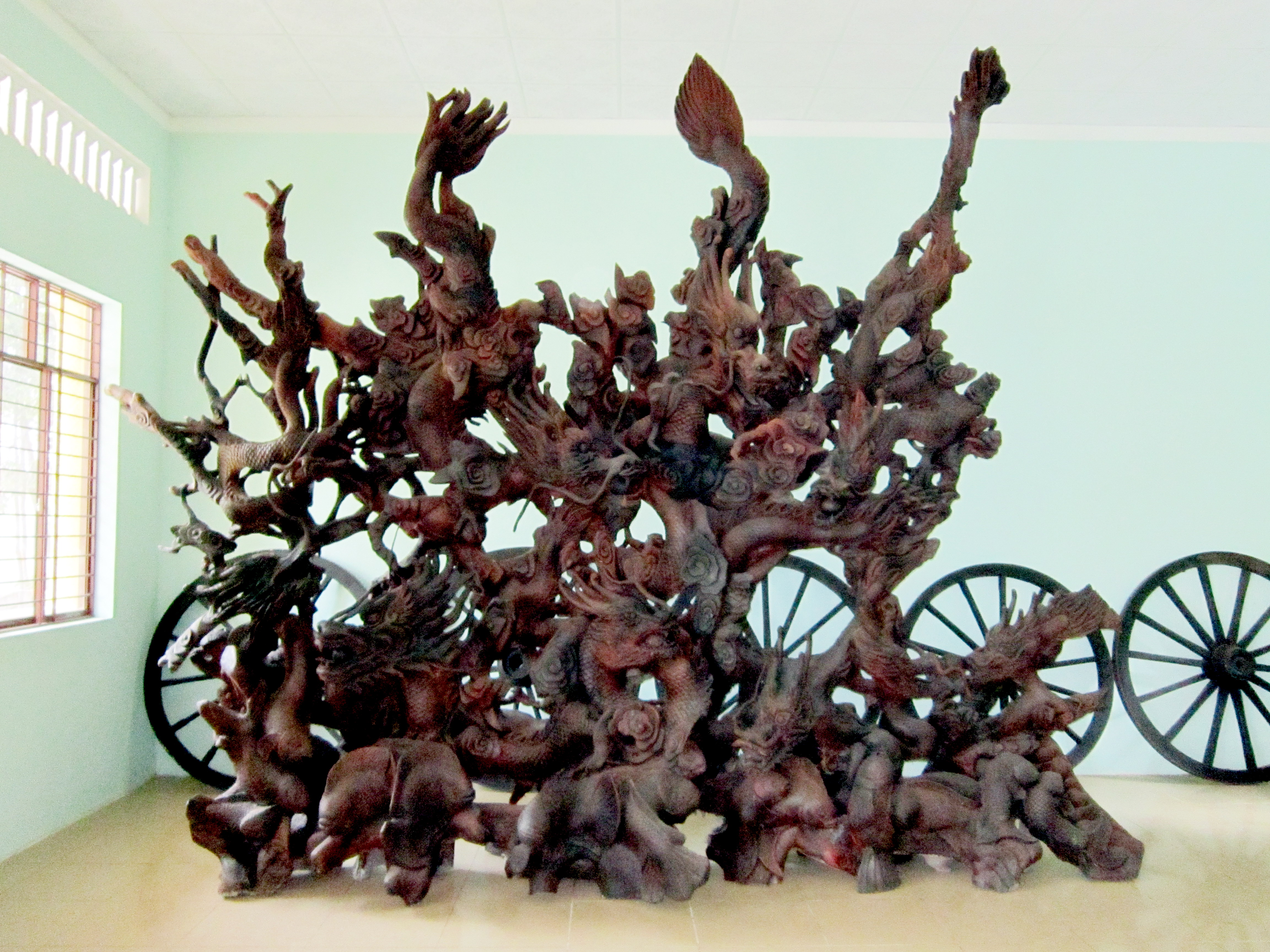
Tác phẩm điêu khắc gỗ "Cửu long".
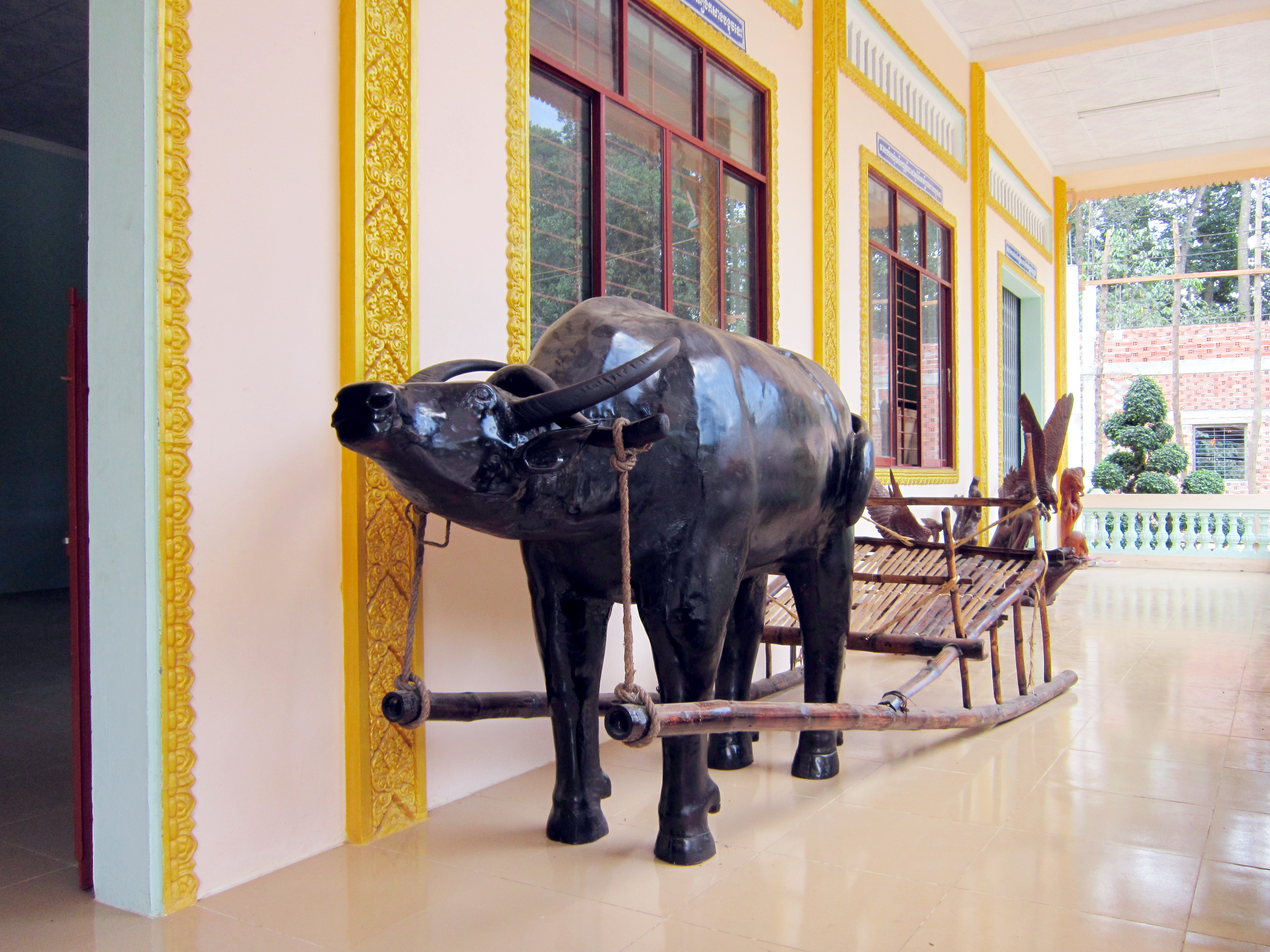
Tác phẩm điêu khắc gỗ "Trâu kéo cộ".